# Laines-aux-Bois

Laines-aux-Bois este o comună în departamentul Aube din nord-estul Franței. În 1 ianuarie 2022 avea o populație de 530 de locuitori.